# سیس آتراکوریوم
سیس آتراکوریوم (با نام تجاری نیمبکس) داروی مسدودکننده عصب-عضله یا شل‌کننده عضلانی بوده و جز داروهای غیردپلاریزان دسته‌بندی می‌شود. از این دارو در فرایند بیهوشی جهت لوله‌گذاری تراشه و شل کردن عضلات اسکلتی برای تسهیل جراحی و همچنین تهویه مکانیکی بیمار استفاده می‌شود. سیس آتراکوریوم از نظر زمان اثر جز داروهای متوسط الاثر دسته‌بندی می‌شود.

این دارو یکی از ده ایزومر داروی آتراکوریوم است.

## تاریخچه
این دارو توسط دانشمندان شرکت Burroughs Wellcome (که در حال حاضر قسمتی از شرکت گلاکسواسمیت‌کلاین هستند) با ترکیب کلمه آتراکوریوم و سیس نامگذاری شد به این دلیل که این مولکول یکی از سه ایزومر نوع CIS را در خود دارد. این دارو یکی از ده ایزومر داروی آتراکوریوم می‌باشد.

## فارماکولوژی بالینی
مطالعات بر روی این دارو در پلاسمای انسانی نشان داده که سیس آتراکوریوم در PH طبیعی بدن و از طریق پدیده هافمن متابولیزه شده و لودانوزین و سایر متابولیت‌ها را تولید می‌نماید. همچنین توسط استرازهای غیر اختصاصی پلاسما هیدرولیز استری می‌شود. متابولیت‌ها هیچ گونه فعالیت بلوک‌کننده عصبی عضلانی ندارند. این دارو عمدتاً به صورت متابولیت از راه ادرار و صفرا دفع می‌شود. نیمه عمر دفعی این دارو ۲۰ دقیقه است.

## استفاده بالینی
از آنجایی که متابولیزه شدن این دارو از طریق پدیده هافمن (که کاملاً مستقل از ارگانهای بدن است) انجام می‌شود بنابراین می‌توان از این دارو در بیمارانی که مشکلات کبدی یا کلیوی دارند استفاده کرد.

## عوارض جانبی
اغلب عوارض داروهای شل‌کننده عصبی شبیه به یکدیگر هستند. از جمله این موارد می‌توان به افت فشارخون، برادیکاردی اشاره کرد. تنها تفاوت این دسته دارویی در شدت آزادسازی هیستامین و اثرات جانبی قلبی عروقی می‌باشد که این عوارض در مورد سیس آتراکوریوم به ندرت رخ می‌دهد.